# CEV Champions League 2018–2019 (damer)
CEV Champions League 2018-2019 utspelade sig mellan 10 oktober 2018 och 18 maj 2019. I turneringen deltog 26 lag. AGIL Volley vann tävlingen för första gången.

## Spelformat

### Kvalificering
Alla nationella förbund i CEV får skicka minst ett lag tillkval för turneringen. Baserat på CEV-rankingen, som baseras på resultaten för lag anslutna till de olika förbunden under de tre senaste säsongerna, hade vissa förbund möjligheten att registrera fler lag i tävlingen och undvika kval. Detta gällde: 
- 3 lag direkt till turneringen:  Italien,  Turkiet och  Ryssland
- 2 lag direkt till turneringen och ett lag till kval:  Frankrike och  Polen
- 1 lag direkt till turneringen och ett lag till kval:  Schweiz,  Tyskland,  Tjeckien,  Rumänien och  Serbien

Bland de 71 lag som hade rätt att anmäla sig deltog 27 lag från 15 nationella förbund.

### Regler
För samtliga spelomgångar gällde att vid setsiffrorna 3-0 och 3-1 tilldelades det vinnande laget 3 poäng och det förlorande laget 0 poäng, med setsiffrorna 3-2 tilldelades det vinnande laget 2 poäng och det förlorande laget 1 poäng)
Startfaserna i turneringen för de olika lagen bestämdes utifrån CEV-rankingen.
Nio lag spelade en kvalfas i tre på varandra följande knockoutomgångar, som var och en organiseras med hemma- och bortamatcher och med ett gyllene set om det var oavgjort (i poäng) efter de två matcherna.
De två lag som gick vinnande ur kvalfasen spelade med arton direktkvalificerade lag i gruppspel, där alla mötte alla både hemma och borta i varje grupp.
De lag som kom först i varje grupp och de tre bästa tvåorna kvalificerade sig till cupfasen, organiserade i kvartsfinaler, semifinaler (båda spelade med hemma- och bortamatcher och med gyllene set i händelse av lika poäng efter de två matcherna) och final. Den senare spelades som en enda match på en neutral plan .
De lag som åkte ut i kvalet kunde delta i  CEV Cup 2018-2019 .

### Kritering för rangordning av lag i grupperna
Rangordningen bestämdes utifrån (i tur och ordning):
- Antal vunna matcher
- Poäng
- Förhållandet mellan vunna/förlorade set
- Förhållandet mellan vunna/förlorade bollpoäng
- Inbördes möten.

## Deltagande lag
| - UVC Graz - VK Minsk - ŽOK Jedinstvo Brčko - VK Maritsa - Hämeenlinnan Lentopallokerho - ASPTT Mulhouse - Béziers Volley | - RC Cannes - VC Stuttgart - Schweriner SC - AGIL Volley - Imoco Volley - Pallavolo Scandicci Savino Del Bene - Sliedrecht Sport | - Budowlani Łódź - Chemik Police - ŁKS Łódź - VK UP Olomouc - CSM Volei Alba Blaj - CSM București - ZHVK Dinamo Moskva | - ZHVK Dinamo Kazan - VK Uralochka-NTMK - Eczacıbaşı SK - Fenerbahçe SK - VakıfBank SK - Békéscsabai |

## Turneringen

### Kval, omgång 1
Lottning av kvalet skedde 29 juni 2018 i Luxemburg.

#### Möte 1
| 10 oktober 2018 Raiffeisen Sportpark, Graz Speltid: 1h:04 - Åskådare: 800 | UVC Graz | 0 - 3 | Sliedrecht Sport | 13-25, 14-25, 17-25 |

#### Möte 2
| 17 oktober 2018 Sporthal De Basis, Sliedrecht Speltid: 0h:58 - Åskådare: 912 | Sliedrecht Sport | 3 - 0 | UVC Graz | 25-12, 25-9, 25-14 |

#### Kvalificerat lag
- Sliedrecht Sport

### Kval, omgång 2

#### Möte 1
| 24 oktober 2018 Univerzita Palackého, Olomouc Speltid: 2h:00 - Åskådare: 850     | VK UP Olomouc       | 2 - 3 | CSM Volei Alba Blaj | 25-23, 16-25, 24-26, 27-25, 13-15 |
| 24 oktober 2018 Sporthal De Basis, Sliedrecht Speltid: 1h:09 - Åskådare: 860     | Sliedrecht Sport    | 0 - 3 | VC Stuttgart        | 14-25, 22-25, 19-25               |
| 23 oktober 2018 Sportska Dvorana Peki, Pale Speltid: 1h:37 - Åskådare: 450       | ŽOK Jedinstvo Brčko | 1 - 3 | ASPTT Mulhouse      | 15-25, 18-25, 29-27, 19-25        |
| 25 oktober 2018 Városi Sportcsarnok, Békéscsaba Speltid: 1h:36 - Åskådare: 1 700 | Békéscsabai         | 1 - 3 | Budowlani Łódź      | 25-20, 22-25, 23-25, 18-25        |

#### Möte 2
| 30 oktober 2018 Sala Transilvania, Sibiu Speltid: 1h:20 - Åskådare: 1 700    | CSM Volei Alba Blaj | 3 - 0 | VK UP Olomouc       | 27-25, 25-20, 25-23 |
| 31 oktober 2018 SCHARRena, Stuttgart Speltid: 1h:00 - Åskådare: 1 485        | VC Stuttgart        | 3 - 0 | Sliedrecht Sport    | 25-7, 25-12, 25-22  |
| 31 oktober 2018 Palais des Sports, Mulhouse Speltid: 1h:21 - Åskådare: 2 200 | ASPTT Mulhouse      | 3 - 0 | ŽOK Jedinstvo Brčko | 25-21, 25-20, 25-23 |
| 31 oktober 2018 Łódź Sport Arena, Łódź Speltid: 1h:12 - Åskådare: 755        | Budowlani Łódź      | 3 - 0 | Békéscsabai         | 25-23, 25-20, 25-17 |

#### Kvalificerade lag
- ASPTT Mulhouse
- VC Stuttgart
- Budowlani Łódź
- CSM Volei Alba Blaj

### Kval, omgång 3

#### Möte 1
| 7 november 2018 Sala Transilvania, Sibiu Speltid: 1h:36 - Åskådare: 1 700 | CSM Volei Alba Blaj | 3 - 1 | VC Stuttgart   | 25-18, 25-20, 17-25, 28-26 |
| 7 november 2018 Łódź Sport Arena, Łódź Speltid: 1h:47 - Åskådare: 1 300   | Budowlani Łódź      | 3 - 1 | ASPTT Mulhouse | 27-25, 29-27, 22-25, 25-17 |

#### Möte 2
| 13 november 2018 SCHARRena, Stuttgart Speltid: 1h:21 - Åskådare: 1 450        | VC Stuttgart   | 3 - 0 | CSM Volei Alba Blaj | 25-19, 25-17, 25-11 Golden set: 15-7 |
| 13 november 2018 Palais des Sports, Mulhouse Speltid: 1h:58 - Åskådare: 1 725 | ASPTT Mulhouse | 2 - 3 | Budowlani Łódź      | 25-23, 23-25, 25-16, 18-25, 11-15    |

#### Kvalificerade lag
- VC Stuttgart
- Budowlani Łódź

### Gruppspelsfas
Gruppfasen lottades 2 november 2018 i Budapest.
| Grupp A        | Grupp B                      | Grupp C        | Grupp D                             | Grupp E            |
| -------------- | ---------------------------- | -------------- | ----------------------------------- | ------------------ |
| VakıfBank SK   | Eczacıbaşı SK                | AGIL Volley    | Imoco Volley                        | ZHVK Dinamo Moskva |
| Béziers Volley | ZHVK Dinamo Kazan            | RC Cannes      | ŁKS Łódź                            | Chemik Police      |
| VK Maritsa     | Hämeenlinnan Lentopallokerho | VK Minsk       | Schweriner SC                       | CSM București      |
| VC Stuttgart   | VK Uralochka-NTMK            | Budowlani Łódź | Pallavolo Scandicci Savino Del Bene | Fenerbahçe SK      |

#### Grupp A

##### Resultat
| 22 november 2018 VakıfBank Spor Sarayı, Istanbul Speltid: 1h:38 - Åskådare: 1 100         | VakıfBank SK   | 3 - 1 | VC Stuttgart   | 25-13, 20-25, 25-19, 25-17 |
| 20 november 2018 Palais des Sports, Agde Speltid: 1h:12 - Åskådare: 600                   | Béziers Volley | 3 - 0 | VK Maritsa     | 25-17, 25-12, 25-20        |
| 20 december 2018 Kolodruma, Plovdiv Speltid: 1h:10 - Åskådare: 2 250                      | VK Maritsa     | 0 - 3 | VakıfBank SK   | 16-25, 16-25, 21-25        |
| 19 december 2018 SCHARRena, Stuttgart Speltid: 1h:06 - Åskådare: 1 687                    | VC Stuttgart   | 3 - 0 | Béziers Volley | 25-16, 25-16, 25-20        |
| 23 januari 2019 Palais des Sports Coubertin, Montpellier Speltid: 1h:09 - Åskådare: 2 400 | Béziers Volley | 0 - 3 | VakıfBank SK   | 24-26, 19-25, 14-25        |
| 23 januari 2019 SCHARRena, Stuttgart Speltid: 1h:38 - Åskådare: 1 492                     | VC Stuttgart   | 3 - 1 | VK Maritsa     | 25-15, 25-21, 23-25, 25-19 |
| 6 februari 2019 VakıfBank Spor Sarayı, Istanbul Speltid: 1h:06 - Åskådare: 940            | VakıfBank SK   | 3 - 0 | VK Maritsa     | 25-19, 25-17, 25-19        |
| 6 februari 2019 Palais des Sports Coubertin, Montpellier Speltid: 1h:09 - Åskådare: 985   | Béziers Volley | 0 - 3 | VC Stuttgart   | 19-25, 20-25, 16-25        |
| 20 februari 2019 SCHARRena, Stuttgart Speltid: 1h:21 - Åskådare: 2 251                    | VC Stuttgart   | 0 - 3 | VakıfBank SK   | 23-25, 18-25, 18-25        |
| 20 februari 2019 Kolodruma, Plovdiv Speltid: 1h:27 - Åskådare: 2 050                      | VK Maritsa     | 3 - 1 | Béziers Volley | 25-15, 19-25, 25-15, 25-16 |
| 26 februari 2019 VakıfBank Spor Sarayı, Istanbul Speltid: 1h:01 - Åskådare: 1 147         | VakıfBank SK   | 3 - 0 | Béziers Volley | 25-10, 25-18, 25-16        |
| 26 februari 2019 Kolodruma, Plovdiv Speltid: 1h:54 - Åskådare: 2 220                      | VK Maritsa     | 1 - 3 | VC Stuttgart   | 24-26, 19-25, 25-22, 22-25 |

##### Tabell
| Pos | Lag            | Pt | G | V | P | SV | SP | Kvot   | PF  | PS  | Kvot  |
| --- | -------------- | -- | - | - | - | -- | -- | ------ | --- | --- | ----- |
| 1.  | VakıfBank SK   | 18 | 6 | 6 | 0 | 18 | 1  | 18,000 | 471 | 342 | 1,377 |
| 2.  | VC Stuttgart   | 12 | 6 | 4 | 2 | 13 | 8  | 1,625  | 479 | 447 | 1,072 |
| 3.  | VK Maritsa     | 3  | 6 | 1 | 5 | 5  | 16 | 0,313  | 421 | 492 | 0,856 |
| 4.  | Béziers Volley | 3  | 6 | 1 | 5 | 4  | 15 | 0,267  | 354 | 444 | 0,797 |

#### Grupp B

##### Resultat
| 21 november 2018 Burhan Felek Spor Salonu, Istanbul Speltid: 1h:08 - Åskådare: 1 250     | Eczacıbaşı SK                | 3 - 0 | VK Uralochka-NTMK            | 25-16, 25-17, 25-21              |
| 20 november 2018 Centr volejbola Sankt-Peterburg, Kazan Speltid: 0h:58 - Åskådare: 1 500 | ZHVK Dinamo Kazan            | 3 - 0 | Hämeenlinnan Lentopallokerho | 25-12, 25-13, 25-10              |
| 19 december 2018 Elenia Areena, Tavastehus Speltid: 1h:08 - Åskådare: 1 457              | Hämeenlinnan Lentopallokerho | 0 - 3 | Eczacıbaşı SK                | 11-25, 20-25, 16-25              |
| 18 december 2018 DIVS Uralochka, Jekaterinburg Speltid: 1h:54 - Åskådare: 1 700          | VK Uralochka-NTMK            | 3 - 2 | ZHVK Dinamo Kazan            | 23-25, 17-25, 25-17, 26-24, 15-5 |
| 22 januari 2019 Centr volejbola Sankt-Peterburg, Kazan Speltid: 1h:40 - Åskådare: 1 507  | ZHVK Dinamo Kazan            | 1 - 3 | Eczacıbaşı SK                | 16-25, 16-25, 25-22, 22-25       |
| 24 januari 2019 DIVS Uralochka, Jekaterinburg Speltid: 1h:22 - Åskådare: 1 700           | VK Uralochka-NTMK            | 3 - 0 | Hämeenlinnan Lentopallokerho | 25-19, 25-21, 25-15              |
| 5 februari 2019 Burhan Felek Spor Salonu, Istanbul Speltid: 1h:03 - Åskådare: 850        | Eczacıbaşı SK                | 3 - 0 | Hämeenlinnan Lentopallokerho | 25-17, 25-7, 25-20               |
| 5 februari 2019 Centr volejbola Sankt-Peterburg, Kazan Speltid: 1h:07 - Åskådare: 1 000  | ZHVK Dinamo Kazan            | 3 - 0 | VK Uralochka-NTMK            | 25-19, 25-17, 25-21              |
| 20 februari 2019 DIVS Uralochka, Jekaterinburg Speltid: 1h:53 - Åskådare: 4 200          | VK Uralochka-NTMK            | 2 - 3 | Eczacıbaşı SK                | 20-25, 22-25, 25-19, 25-22, 8-15 |
| 19 februari 2019 Elenia Areena, Tavastehus Speltid: 1h:11 - Åskådare: 987                | Hämeenlinnan Lentopallokerho | 0 - 3 | ZHVK Dinamo Kazan            | 19-25, 18-25, 19-25              |
| 26 februari 2019 Burhan Felek Spor Salonu, Istanbul Speltid: 1h:08 - Åskådare: 1 600     | Eczacıbaşı SK                | 3 - 0 | ZHVK Dinamo Kazan            | 25-21, 25-18, 25-17              |
| 26 februari 2019 Elenia Areena, Tavastehus Speltid: 1h:53 - Åskådare: 867                | Hämeenlinnan Lentopallokerho | 2 - 3 | VK Uralochka-NTMK            | 25-19, 25-21, 21-25, 20-25, 5-15 |

##### Tabell
| Pos | Lag                          | Pt | G | V | P | SV | SP | Kvot  | PF  | PS  | Kvot  |
| --- | ---------------------------- | -- | - | - | - | -- | -- | ----- | --- | --- | ----- |
| 1.  | Eczacıbaşı SK                | 17 | 6 | 6 | 0 | 18 | 3  | 6,000 | 503 | 380 | 1,324 |
| 2.  | ZHVK Dinamo Kazan            | 10 | 6 | 3 | 3 | 12 | 9  | 1,333 | 456 | 426 | 1,070 |
| 3.  | VK Uralochka-NTMK            | 8  | 6 | 3 | 3 | 11 | 13 | 0,846 | 497 | 503 | 0,988 |
| 4.  | Hämeenlinnan Lentopallokerho | 1  | 6 | 0 | 6 | 2  | 18 | 0,111 | 333 | 480 | 0,694 |

#### Grupp C

##### Resultat
| 22 november 2018 PalaTerdoppio, Novara Speltid: 1h:13 - Åskådare: 1 710                 | AGIL Volley    | 3 - 0 | Budowlani Łódź | 25-19, 25-19, 25-20              |
| 21 november 2018 Palais des Victoires, Cannes Speltid: 1h:10 - Åskådare: 750            | RC Cannes      | 3 - 0 | VK Minsk       | 25-20, 25-19, 25-18              |
| 19 december 2018 Palazzetto dello Sport Uruchje, Minsk Speltid: 1h:21 - Åskådare: 1 200 | VK Minsk       | 0 - 3 | AGIL Volley    | 19-25, 32-34, 16-25              |
| 20 december 2018 Łódź Sport Arena, Łódź Speltid: 1h:25 - Åskådare: 1 400                | Budowlani Łódź | 3 - 0 | RC Cannes      | 25-23, 25-23, 30-28              |
| 22 januari 2019 Palais des Victoires, Cannes Speltid: 1h:10 - Åskådare: 823             | RC Cannes      | 0 - 3 | AGIL Volley    | 15-25, 17-25, 19-25              |
| 23 januari 2019 Łódź Sport Arena, Łódź Speltid: 1h:17 - Åskådare: 1 050                 | Budowlani Łódź | 3 - 0 | VK Minsk       | 25-22, 25-21, 26-24              |
| 7 februari 2019 PalaTerdoppio, Novara Speltid: 1h:02 - Åskådare: 1 520                  | AGIL Volley    | 3 - 0 | VK Minsk       | 25-16, 25-13, 25-19              |
| 5 februari 2019 Palais des Victoires, Cannes Speltid: 1h:55 - Åskådare: 832             | RC Cannes      | 2 - 3 | Budowlani Łódź | 25-18, 23-25, 25-22, 18-25, 8-15 |
| 19 februari 2019 Łódź Sport Arena, Łódź Speltid: 1h:04 - Åskådare: 2 150                | Budowlani Łódź | 0 - 3 | AGIL Volley    | 19-25, 16-25, 11-25              |
| 21 februari 2019 Palazzetto dello Sport Uruchje, Minsk Speltid: 2h:04 - Åskådare: 1 200 | VK Minsk       | 3 - 1 | RC Cannes      | 44-46, 25-21, 25-19, 25-18       |
| 26 februari 2019 PalaTerdoppio, Novara Speltid: 1h:04 - Åskådare: 1 820                 | AGIL Volley    | 3 - 0 | RC Cannes      | 25-20, 25-18, 25-15              |
| 26 februari 2019 Palazzetto dello Sport Uruchje, Minsk Speltid: 1h:32 - Åskådare: 1 000 | VK Minsk       | 1 - 3 | Budowlani Łódź | 19-25, 19-25, 25-18, 21-25       |

##### Tabell
| Pos | Lag            | Pt | G | V | P | SV | SP | Kvot  | PF  | PS  | Kvot  |
| --- | -------------- | -- | - | - | - | -- | -- | ----- | --- | --- | ----- |
| 1.  | AGIL Volley    | 18 | 6 | 6 | 0 | 18 | 0  | MAX   | 459 | 323 | 1,421 |
| 2.  | Budowlani Łódź | 11 | 6 | 4 | 2 | 12 | 9  | 1,333 | 458 | 474 | 0,966 |
| 3.  | RC Cannes      | 4  | 6 | 1 | 5 | 6  | 15 | 0,400 | 456 | 511 | 0,892 |
| 4.  | VK Minsk       | 3  | 6 | 1 | 5 | 4  | 16 | 0,250 | 442 | 507 | 0,872 |

#### Grupp D

##### Resultat
| 21 november 2018 Palaverde, Villorba Speltid: 1h:51 - Åskådare: 3 031           | Imoco Volley                        | 3 - 2 | Pallavolo Scandicci Savino Del Bene | 25-21, 24-26, 25-12, 23-25, 15-10 |
| 20 november 2018 Łódź Sport Arena, Łódź Speltid: 1h:38 - Åskådare: 2 600        | ŁKS Łódź                            | 3 - 1 | Schweriner SC                       | 25-18, 25-23, 14-25, 25-17        |
| 18 december 2018 ARENA Schwerin, Schwerin Speltid: 1h:31 - Åskådare: 2 000      | Schweriner SC                       | 3 - 0 | Imoco Volley                        | 36-34, 25-19, 25-22               |
| 20 december 2018 Nelson Mandela Forum, Florens Speltid: 1h:19 - Åskådare: 1 500 | Pallavolo Scandicci Savino Del Bene | 3 - 0 | ŁKS Łódź                            | 25-10, 25-23, 25-23               |
| 22 januari 2019 Łódź Sport Arena, Łódź Speltid: 1h:07 - Åskådare: 3 000         | ŁKS Łódź                            | 0 - 3 | Imoco Volley                        | 20-25, 15-25, 17-25               |
| 23 januari 2019 Nelson Mandela Forum, Florens Speltid: 1h:31 - Åskådare: 1 600  | Pallavolo Scandicci Savino Del Bene | 3 - 0 | Schweriner SC                       | 25-16, 28-26, 25-17               |
| 6 februari 2019 Palaverde, Villorba Speltid: 2h:11 - Åskådare: 3 231            | Imoco Volley                        | 3 - 2 | Schweriner SC                       | 23-25, 24-26, 25-19, 25-19, 15-7  |
| 5 februari 2019 Łódź Sport Arena, Łódź Speltid: 1h:13 - Åskådare: 2 000         | ŁKS Łódź                            | 0 - 3 | Pallavolo Scandicci Savino Del Bene | 21-25, 22-25, 17-25               |
| 20 februari 2019 Nelson Mandela Forum, Florens Speltid: 1h:58 - Åskådare: 1 500 | Pallavolo Scandicci Savino Del Bene | 3 - 2 | Imoco Volley                        | 15-25, 25-22, 25-23, 20-25, 15-9  |
| 19 februari 2019 ARENA Schwerin, Schwerin Speltid: 1h:48 - Åskådare: 1 815      | Schweriner SC                       | 3 - 1 | ŁKS Łódź                            | 23-25, 25-21, 25-18, 25-17        |
| 26 februari 2019 Palaverde, Villorba Speltid: 1h:02 - Åskådare: 3 030           | Imoco Volley                        | 3 - 0 | ŁKS Łódź                            | 25-10, 25-12, 25-15               |
| 26 februari 2019 ARENA Schwerin, Schwerin Speltid: 1h:41 - Åskådare: 1 798      | Schweriner SC                       | 3 - 1 | Pallavolo Scandicci Savino Del Bene | 16-25, 25-23, 25-23, 25-13        |

##### Tabell
| Pos | Lag                                 | Pt | G | V | P | SV | SP | Kvot  | PF  | PS  | Kvot  |
| --- | ----------------------------------- | -- | - | - | - | -- | -- | ----- | --- | --- | ----- |
| 1.  | Pallavolo Scandicci Savino Del Bene | 12 | 6 | 4 | 2 | 15 | 8  | 1,875 | 506 | 482 | 1,050 |
| 2.  | Imoco Volley                        | 11 | 6 | 4 | 2 | 14 | 10 | 1,400 | 553 | 465 | 1,189 |
| 3.  | Schweriner SC                       | 10 | 6 | 3 | 3 | 12 | 11 | 1,091 | 513 | 519 | 0,988 |
| 4.  | ŁKS Łódź                            | 3  | 6 | 1 | 5 | 4  | 16 | 0,250 | 375 | 481 | 0,780 |

#### Grupp E

##### Resultat
| 21 november 2018 Dvorec Sporta Dinamo, Moskva Speltid: 1h:37 - Åskådare: 1 600          | ZHVK Dinamo Moskva | 1 - 3 | Fenerbahçe SK      | 17-25, 25-17, 18-25, 11-25        |
| 22 november 2018 Hala Sportowo - Widowiskowa, Koszalin Speltid: 1h:43 - Åskådare: 2 800 | Chemik Police      | 1 - 3 | CSM București      | 19-25, 16-25, 25-16, 22-25        |
| 20 december 2018 Sala Polivalentǎ, Bukarest Speltid: 1h:28 - Åskådare: 3 500            | CSM București      | 0 - 3 | ZHVK Dinamo Moskva | 21-25, 27-29, 27-29               |
| 19 december 2018 Burhan Felek Spor Salonu, Istanbul Speltid: 1h:14 - Åskådare: 1 070    | Fenerbahçe SK      | 3 - 0 | Chemik Police      | 25-12, 25-16, 25-22               |
| 24 januari 2019 Arena Szczecin, Szczecin Speltid: 1h:56 - Åskådare: 3 855               | Chemik Police      | 2 - 3 | ZHVK Dinamo Moskva | 25-16, 16-25, 21-25, 25-19, 5-15  |
| 23 januari 2019 Burhan Felek Spor Salonu, Istanbul Speltid: 1h:08 - Åskådare: 725       | Fenerbahçe SK      | 3 - 0 | CSM București      | 25-18, 25-19, 25-22               |
| 6 februari 2019 Dvorec Sporta Dinamo, Moskva Speltid: 1h:26 - Åskådare: 1 400           | ZHVK Dinamo Moskva | 3 - 1 | CSM București      | 25-18, 25-20, 14-25, 25-15        |
| 6 februari 2019 Arena Szczecin, Szczecin Speltid: 1h:18 - Åskådare: 3 878               | Chemik Police      | 0 - 3 | Fenerbahçe SK      | 24-26, 20-25, 15-25               |
| 20 februari 2019 Burhan Felek Spor Salonu, Istanbul Speltid: 2h:05 - Åskådare: 2 400    | Fenerbahçe SK      | 2 - 3 | ZHVK Dinamo Moskva | 25-23, 12-25, 25-23, 24-26, 15-17 |
| 20 februari 2019 Sala Polivalentǎ, Bukarest Speltid: 2h:01 - Åskådare: 1 240            | CSM București      | 2 - 3 | Chemik Police      | 25-17, 23-25, 25-16, 21-25, 8-15  |
| 26 februari 2019 Dvorec Sporta Dinamo, Moskva Speltid: 1h:38 - Åskådare: 1 500          | ZHVK Dinamo Moskva | 3 - 1 | Chemik Police      | 25-20, 25-17, 22-25, 25-21        |
| 26 februari 2019 Sala Polivalentǎ, Bukarest Speltid: 1h:33 - Åskådare: 1 750            | CSM București      | 1 - 3 | Fenerbahçe SK      | 11-25, 25-21, 19-25, 14-25        |

##### Tabell
| Pos | Lag                | Pt | G | V | P | SV | SP | Kvot  | PF  | PS  | Kvot  |
| --- | ------------------ | -- | - | - | - | -- | -- | ----- | --- | --- | ----- |
| 1.  | Fenerbahçe SK      | 16 | 6 | 5 | 1 | 17 | 5  | 3,400 | 515 | 422 | 1,220 |
| 2.  | ZHVK Dinamo Moskva | 13 | 6 | 5 | 1 | 16 | 9  | 1,778 | 554 | 521 | 1,063 |
| 3.  | CSM București      | 4  | 6 | 1 | 5 | 7  | 16 | 0,438 | 474 | 523 | 0,906 |
| 4.  | Chemik Police      | 3  | 6 | 1 | 5 | 7  | 17 | 0,412 | 464 | 541 | 0,858 |

### Kvartsfinaler
Lotningen för slutspelet genomfördes den 1 mars 2019 i Luxemburg.
Baserat på resultet som uppnåtts i gruppspelet, seedades de fyra bästa gruppvinnarna, i urna 1, med övriga lag i urna 2. Lagen i urna 2 började kvartsfinalerna hemma. Kvartsfinalmatcher mellan lag som redan mötts i gruppspelet tilläts inte.
| # | Urna 1        | Urna 2                              |
| - | ------------- | ----------------------------------- |
| 1 | AGIL Volley   | Pallavolo Scandicci Savino Del Bene |
| 2 | VakıfBank SK  | ZHVK Dinamo Moskva                  |
| 3 | Eczacıbaşı SK | VC Stuttgart                        |
| 4 | Fenerbahçe SK | Imoco Volley                        |

#### Möte 1
| 12 mars 2019 SCHARRena, Stuttgart Speltid: 1h:50 - Åskådare: 1 774          | VC Stuttgart                        | 1 - 3 | AGIL Volley   | 19-25, 24-26, 25-19, 20-25        |
| 13 mars 2019 Dvorec Sporta Dinamo, Moskva Speltid: 2h:01 - Åskådare: 1 600  | ZHVK Dinamo Moskva                  | 3 - 2 | VakıfBank SK  | 20-25, 25-23, 25-23, 21-25, 15-13 |
| 13 mars 2019 Nelson Mandela Forum, Florens Speltid: 1h:47 - Åskådare: 1 400 | Pallavolo Scandicci Savino Del Bene | 1 - 3 | Fenerbahçe SK | 19-25, 25-23, 19-25, 21-25        |
| 13 mars 2019 Palaverde, Villorba Speltid: 1h:24 - Åskådare: 4 103           | Imoco Volley                        | 0 - 3 | Eczacıbaşı SK | 21-25, 25-27, 22-25               |

#### Möte 2
| 21 mars 2019 PalaTerdoppio, Novara Speltid: 1h:56 - Åskådare: 1 850              | AGIL Volley   | 3 - 2 | VC Stuttgart                        | 25-14, 25-22, 16-25, 18-25, 16-14            |
| 20 mars 2019 VakıfBank Spor Sarayı, Istanbul Speltid: 1h:03 - Åskådare: 1 453    | VakıfBank SK  | 3 - 0 | ZHVK Dinamo Moskva                  | 25-19, 25-16, 25-8                           |
| 19 mars 2019 Burhan Felek Spor Salonu, Istanbul Speltid: 1h:58 - Åskådare: 3 450 | Fenerbahçe SK | 3 - 2 | Pallavolo Scandicci Savino Del Bene | 19-25, 26-28, 25-22, 25-17, 15-8             |
| 19 mars 2019 Burhan Felek Spor Salonu, Istanbul Speltid: 2h:18 - Åskådare: 2 350 | Eczacıbaşı SK | 1 - 3 | Imoco Volley                        | 21-25, 23-25, 25-21, 21-25 Golden set: 10-15 |

#### Kvalificerade lag
- AGIL Volley
- Imoco Volley
- Fenerbahçe SK
- VakıfBank SK

### Semifinaler

#### Möte 1
| 4 april 2019 VakıfBank Spor Sarayı, Istanbul Speltid: 1h:16 - Åskådare: 1 995 | VakıfBank SK | 0 - 3 | AGIL Volley   | 17-25, 25-27, 15-25 |
| 2 april 2019 Palaverde, Villorba Speltid: 1h:19 - Åskådare: 5 230             | Imoco Volley | 3 - 0 | Fenerbahçe SK | 25-21, 25-23, 26-24 |

#### Möte 2
| 10 april 2019 PalaTerdoppio, Novara Speltid: 2h:05 - Åskådare: 3 300             | AGIL Volley   | 1 - 3 | VakıfBank SK | 23-25, 20-25, 25-15, 21-25 Golden set: 16-14 |
| 9 april 2019 Burhan Felek Spor Salonu, Istanbul Speltid: 1h:20 - Åskådare: 1 300 | Fenerbahçe SK | 0 - 3 | Imoco Volley | 18-25, 22-25, 26-28                          |

#### Kvalificerade lag
- AGIL Volley
- Imoco Volley

### Final
Spelplats för final presenterades 14 februari 2019.
| 18 maj 2019 Max-Schmeling-Halle, Berlin Speltid: 1h:42 - Åskådare: 9 200 | AGIL Volley | 3 - 1 | Imoco Volley | 25-18, 25-17, 14-25, 25-22 |

#### Mästare
- AGIL Volley